# Lego Star Wars
Lego Star Wars (auch Lego Star Wars: Das Videospiel, Eigenschreibweise: LEGO STAR WARS: DAS VIDEOSPIEL, englischer Originaltitel: Lego Star Wars: The Video Game) ist ein Action-Adventure-Computerspiel, das von Traveller’s Tales bzw. Foundation 9 Entertainment (Game-Boy-Advance-Version) entwickelt und ab 2005 von Eidos Interactive für Game Boy Advance, PlayStation 2, Microsoft Windows, Xbox, mac OS X, und Nintendo GameCube veröffentlicht wurde. Es ist das erste Videospiel der Lego-Star-Wars-Reihe und der Vorgänger von Lego Star Wars II: Die klassische Trilogie.

## Spielprinzip
Lego Star Wars: Das Videospiel umfasst alle drei Episoden der Prequel-Trilogie von Star Wars. Jede Episode setzt sich aus sechs verschiedenen Leveln zusammen, wodurch das Spiel insgesamt 18 Level enthält. Es gibt keine festgelegte Reihenfolge, in der die Episoden gespielt werden müssen, mit Ausnahme des allerersten Levels. Nach Abschluss des ersten Levels sind alle Episoden von Anfang an verfügbar, wodurch der Spieler selbst entscheiden kann, welche er zuerst spielt. Lediglich die Level der jeweiligen Episoden müssen nacheinander freigespielt werden. Nahezu alle Objekte in der Spielwelt bestehen aus Lego-Steinen und sind zerstörbar. Der Spieler spawnt zu Beginn und nach jedem Neustart des Spiels in einer Lobby, der „Dexters Cantina“, in welcher der Spieler die Episoden und Level auswählen, Charaktere, Tipps und Minispiele kaufen und seinen eigenen Charakter zusammenstellen kann.

## Rezeption
Lego Star Wars wurde von der Fachpresse überwiegend positiv aufgenommen. Das US-amerikanische Online-Magazin GameSpot bewertete die PC-Version des Spiels mit 7,6 von 10 möglichen Punkten.